# Houville-en-Vexin
Houville-en-Vexin est une commune française située dans le département de l'Eure en région Normandie.

## Géographie

### Localisation géographique
Houville-en-Vexin est une commune du Nord-Est du département de l'Eure en région Normandie. Elle est située dans la région naturelle du Vexin normand, entre Les Andelys et Fleury-sur-Andelle. La commune regroupe les hameaux de Marcouville et des Cabarets.
| Amfreville-les-Champs |                   | Bacqueville                                            |
|                       | Houville-en-Vexin |                                                        |
| Heuqueville           | Cuverville        | Frenelles-en-Vexin (comm. dél. de Fresne-l'Archevêque) |

### Hydrographie
La commune est située dans le bassin Seine-Normandie. Elle n'est drainée par aucun cours d'eau,.

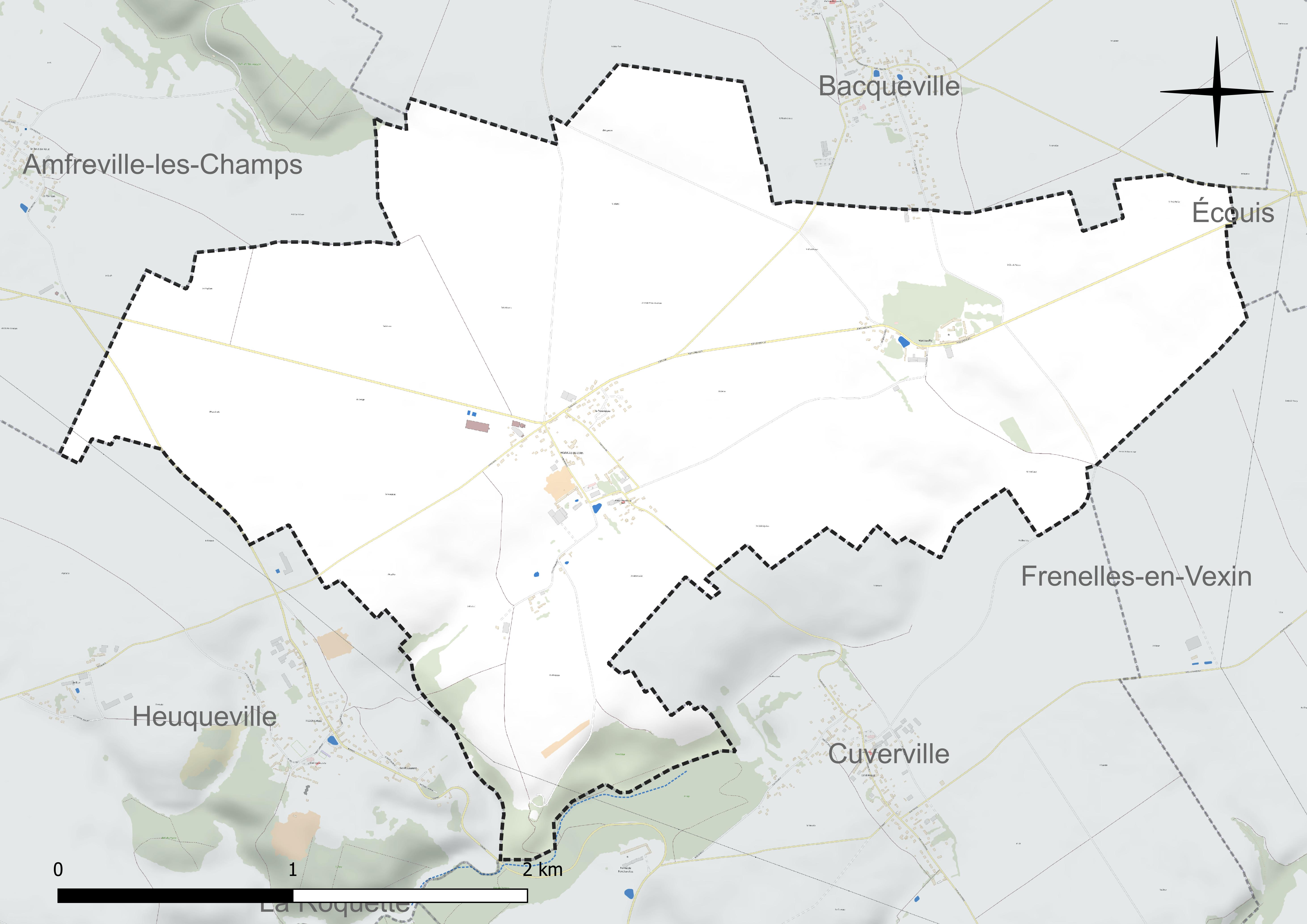
Réseau hydrographique de Houville-en-Vexin.

### Climat
Pour des articles plus généraux, voir Climat de la Normandie et Climat de l'Eure.
En 2010, le climat de la commune est de type climat océanique dégradé des plaines du Centre et du Nord, selon une étude du CNRS s'appuyant sur une série de données couvrant la période 1971-2000. En 2020, Météo-France publie une typologie des climats de la France métropolitaine dans laquelle la commune est exposée à un climat océanique et est dans la région climatique  Côtes de la Manche orientale, caractérisée par un faible ensoleillement (1 550 h/an) ; forte humidité de l’air (plus de 20 h/jour avec humidité relative > 80 % en hiver), vents forts fréquents. Parallèlement le GIEC normand, un groupe régional d’experts sur le climat, différencie quant à lui, dans une étude de 2020, trois grands types de climats pour la région Normandie, nuancés à une échelle plus fine par les facteurs géographiques locaux. La commune est, selon ce zonage, exposée à un « climat des plateaux abrités », correspondant aux plaines agricoles de l’Eure, avec une pluviométrie beaucoup plus faible que dans la plaine de Caen en raison du double effet d’abri provoqué par les collines du Bocage normand et par celles qui s’étendent sur un axe du Pays d'Auge au Perche.
Pour la période 1971-2000, la température annuelle moyenne est de 10,1 °C, avec  une amplitude thermique annuelle de 14,1 °C. Le cumul annuel moyen de précipitations est de 765 mm, avec 11,8 jours de précipitations en janvier et 8,3 jours en juillet. Pour la période 1991-2020, la température moyenne annuelle observée sur la station météorologique la plus proche, située sur la commune de Muids à 9 km à vol d'oiseau, est de 12,0 °C et le cumul annuel moyen de précipitations est de 609,1 mm,. Pour l'avenir, les paramètres climatiques de la commune estimés pour 2050 selon différents scénarios d’émission de gaz à effet de serre sont consultables sur un site dédié publié par Météo-France en novembre 2022.

## Urbanisme

### Typologie
Au 1er janvier 2024, Houville-en-Vexin est catégorisée commune rurale à habitat dispersé, selon la nouvelle grille communale de densité à 7 niveaux définie par l'Insee en 2022.
Elle est située hors unité urbaine et hors attraction des villes,.

### Occupation des sols
L'occupation des sols de la commune, telle qu'elle ressort de la base de données européenne d’occupation biophysique des sols Corine Land Cover (CLC), est marquée par l'importance des territoires agricoles (93 % en 2018), en diminution par rapport à 1990 (97,7 %). La répartition détaillée en 2018 est la suivante : 
terres arables (92,3 %), zones urbanisées (4,8 %), forêts (2,2 %), prairies (0,7 %). L'évolution de l’occupation des sols de la commune et de ses infrastructures peut être observée sur les différentes représentations cartographiques du territoire : la carte de Cassini (XVIIIe siècle), la carte d'état-major (1820-1866) et les cartes ou photos aériennes de l'IGN pour la période actuelle (1950 à aujourd'hui).

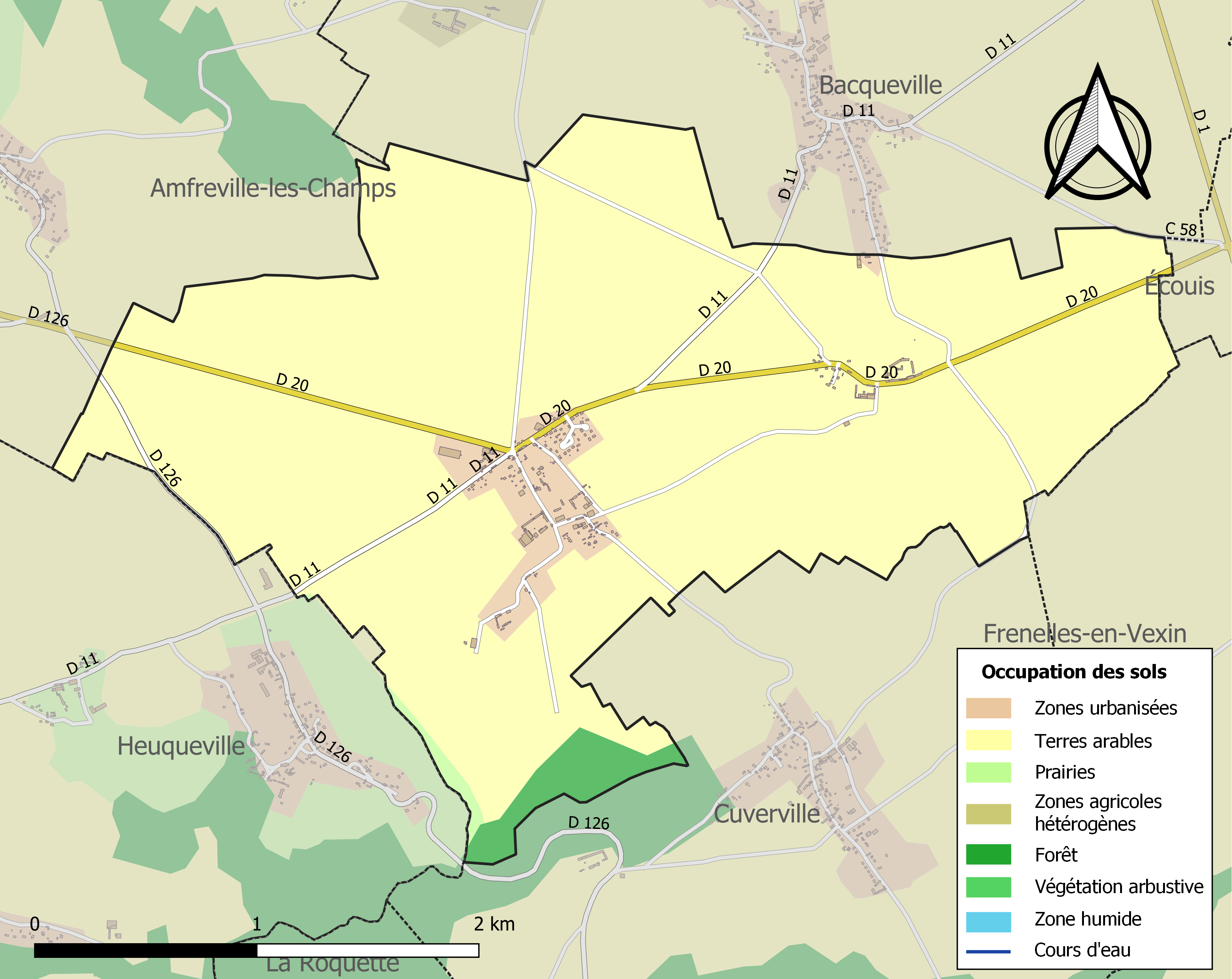
Carte des infrastructures et de l'occupation des sols de la commune en 2018 (CLC).

## Toponymie
Le nom de la localité est attesté sous les formes Halulfivillare en 862 (dipl. de Charles le Chauve), Hulvilla en 1028 et 1033 (Fauroux 66), Hutvilla en 1096 (charte de Robert Ier), Houvilla en 1267 (cart. du prieuré des Deux-Amants et p. d’Eudes Rigaud).
Il s'agit d'une formation toponymique médiévale en -ville au sens ancien de « domaine rural », dont le premier élément Hul- > Hou- est obscur. Il s'agit vraisemblablement d'un anthroponyme, composant largement dominant des noms en -ville.
Remarque : François de Beaurepaire ne tient pas compte de la forme Halulfivillare rapportée par le Dictionnaire topographique du département de l’Eure pour des raisons phonétiques et parce qu'il s'agit sans doute d'un nom de lieu en -villier, viller. Il ne cite pas non plus la forme Hutvilla car elle contredit la forme précédente Hulvilla et la forme actuelle, peut-être faudrait-il lire *Hultvilla, à moins qu'il ne s'agisse d'une cacographie. Il existe le nom de personne féminin attesté en vieux norrois Huld, qui possède une variante Hulð.
Le Vexin normand est une région naturelle de France, délimitée par les vallées de l'Epte, de l'Andelle et de la Seine.

## Histoire
Le village était la propriété du clergé de Rouen. Au XIIIe siècle, le prieuré des Deux-Amants possède des biens à Houville, provenant des libéralités de Guy de la Rochette, de Guillaume de Poissy, de Simon de Mansigny et autres. Vers 1600, les possessions de la famille de Poissy passèrent aux du Bosc.
Le 20 juin 1842, la commune de Marcouville-en-Vexin est réunie à Houville, c'est aujourd'hui un lieu-dit.
La référence au pays « Vexin » a été ajoutée en 1944, au nom de la commune.

## Politique et administration
| Période                                  | Période   | Identité                                 | Étiquette | Qualité     |
| ---------------------------------------- | --------- | ---------------------------------------- | --------- | ----------- |
| vers 1814                                | vers 1817 | Blondel                                  |           |             |
| vers 1831                                |           | Delaplace                                |           |             |
| vers 1842                                |           | Jean François Marin Carrière (1811-1858) |           | Cultivateur |
| 1899                                     | 1905      | Louis Defontenay                         |           |             |
| 1905                                     | 1920      | Eugène Decorchemont                      |           |             |
| 1920                                     | 1941      | Simon Levesque                           |           |             |
| 1941                                     | 1965      | Gustave Bricout                          |           |             |
| 1965                                     | 1983      | Gabriel Levesque                         |           |             |
| 1983                                     | mars 2002 | Marcel Fontaine                          |           |             |
| mars 2002                                | En cours  | Gilles Lebreton                          | UMP-LR    | Artisan     |
| Les données manquantes sont à compléter. |           |                                          |           |             |

## Démographie
L'évolution du nombre d'habitants est connue à travers les recensements de la population effectués dans la commune depuis 1793. Pour les communes de moins de 10 000 habitants, une enquête de recensement portant sur toute la population est réalisée tous les cinq ans, les populations de référence des années intermédiaires étant quant à elles estimées par interpolation ou extrapolation. Pour la commune, le premier recensement exhaustif entrant dans le cadre du nouveau dispositif a été réalisé en 2005.

En 2022, la commune comptait 234 habitants, en évolution de +0,43 % par rapport à 2016 (Eure : −0,25 %, France hors Mayotte : +2,11 %).
| 1793 | 1800 | 1806 | 1821 | 1831 | 1836 | 1841 | 1846 | 1851 |
| ---- | ---- | ---- | ---- | ---- | ---- | ---- | ---- | ---- |
| 210  | 166  | 179  | 174  | 170  | 180  | 158  | 222  | 203  |

| 1856 | 1861 | 1866 | 1872 | 1876 | 1881 | 1886 | 1891 | 1896 |
| ---- | ---- | ---- | ---- | ---- | ---- | ---- | ---- | ---- |
| 200  | 206  | 200  | 195  | 189  | 151  | 144  | 145  | 136  |

| 1901 | 1906 | 1911 | 1921 | 1926 | 1931 | 1936 | 1946 | 1954 |
| ---- | ---- | ---- | ---- | ---- | ---- | ---- | ---- | ---- |
| 158  | 165  | 165  | 116  | 143  | 163  | 158  | 148  | 148  |

| 1962 | 1968 | 1975 | 1982 | 1990 | 1999 | 2005 | 2006 | 2010 |
| ---- | ---- | ---- | ---- | ---- | ---- | ---- | ---- | ---- |
| 125  | 108  | 94   | 122  | 167  | 168  | 201  | 204  | 203  |

| 2015 | 2020 | 2022 | - | - | - | - | - | - |
| ---- | ---- | ---- | - | - | - | - | - | - |
| 233  | 235  | 234  | - | - | - | - | - | - |

## Culture locale et patrimoine

### Lieux et monuments
La commune d'Houville-en-Vexin compte plusieurs édifices inscrits à l'inventaire général du patrimoine culturel :
- L'église Saint-Martin de Marcouville (XIVe (?) et XVIIIe)[21] ;
- L'église Saint-Gervais-et-Saint-Protais (XVIe, XVIIe et XVIIIe)[22]. L'édifice a été édifié à la limite des XVIe et XVIIe siècles. Les baies ont été refaites au XVIIIe siècle ;
- Le château de Marcouville (XVIIIe)[23]. Le château a été détruit. Il ne subsiste aujourd'hui que le logis de ferme, le colombier et les parties agricoles. Des travaux de Joseph-Abel Couture ont été menés sur les écuries et les remises ;
- Le presbytère (XVIIIe)[24] ;
- Deux fermes : l'une du XVIIIe siècle[25] et l'autre, situé au lieu-dit Marcouville, des XVIIIe et XIXe siècles[26] ;
- Une maison des XVIIIe et XIXe siècles[27].

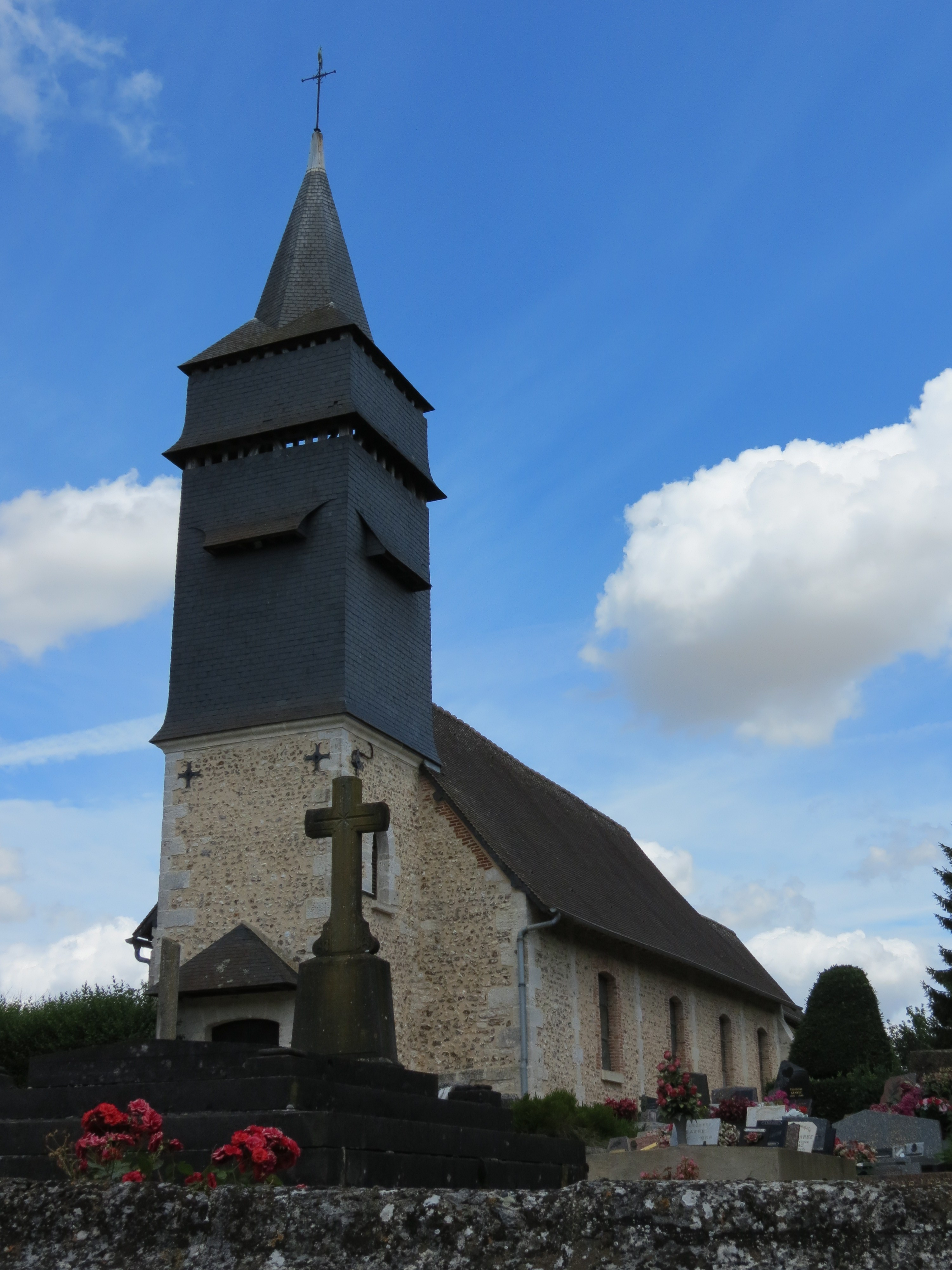
Église Saint-Gervais-Saint-Protais.
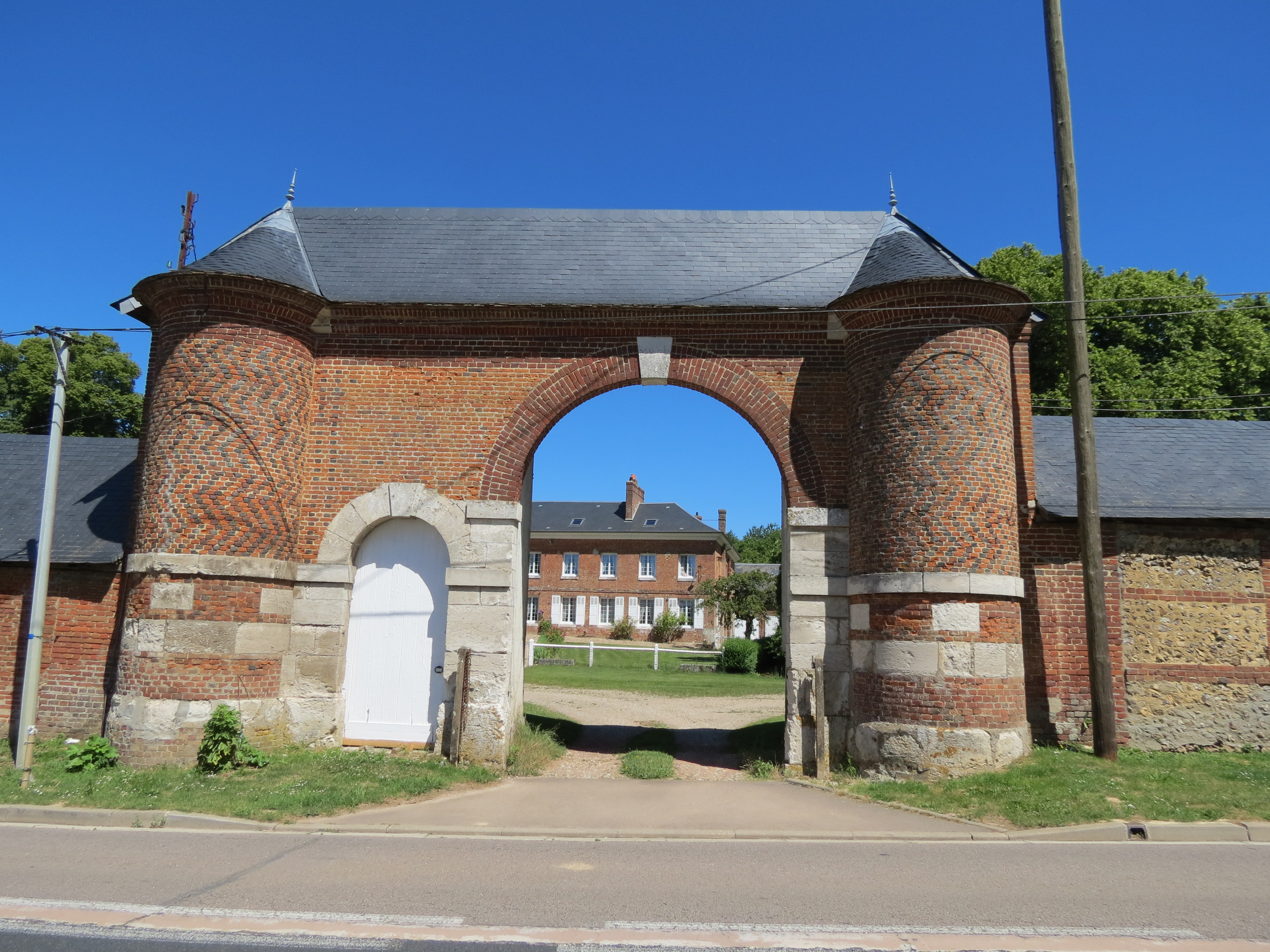
Porche de la ferme de Marcouville.

### Personnalités liées à la commune
- Pierre-Augustin Lefèvre de Marcouville (1723 à Houville-en-Vexin - 1790), avocat et dramaturge.

### Héraldique
| Blason de Houville-en-Vexin | Blason  | Écartelé: au 1er de gueules à la croix échiquetée d'argent et d'azur, au 2e d'argent à six annelets de sable ordonnés 3, 2 et 1, au 3e d'or au chef de sable, au 4e de gueules à deux léopards d'or, armés et lampassés d'azur, l'un au-dessus de l'autre. |
| Blason de Houville-en-Vexin | Détails | Les deux léopards d'or sur champ de gueules rappellent les armes de la Normandie. |